# Fáni-völgyi 10. sz. üreg
A Fáni-völgyi 10. sz. üreg a Duna–Ipoly Nemzeti Parkban található Vértes hegységben, Vértesbogláron lévő egyik barlang.

## Leírás
Vértesboglár külterületén, a Vértesi Natúrpark fokozottan védett területén, erdőben helyezkedik el a barlang. A Fáni-völgy Ny-i végében, az útkereszteződéstől K-re kb. 100 m-t haladva a műúton, a völgy D-i oldalában, 274 m tszf. magasságban, az úttól kb. 25 m relatív magasságban van a barlang bejárata. Az útról lombos időszakban is jól látható, kb. 10 m magas sziklafal a Fáni-völgyi 10. sz. üreget és a Fáni-völgyi 12. sz. üreget foglalja magába, melyek közvetlenül egymás felett, egy markáns tektonikus repedés mentén fekszenek. Az üregekhez alulról eljutni csak nehezen, törmelékkel fedett meredek lejtőn lehet. Turistatérképeken jelölve van a barlang helye barlangjellel és nevének feltüntetésével. (A Fáni-völgyi 10. sz. üregtől Ny-ra, kb. 50 m-re, kicsit magasabban fekszik a Fáni-völgyi 11. sz. üreg.)
Az alsó, Fáni-völgyi 10. sz. üreg a sziklafal tövében, kb. 1 m magasságban nyílik. A barlangbejárat 1,2 m széles, 2 m magas, természetes jellegű, kör alakú és vízszintes tengelyirányú. Triász dolomitban húzódik az üreg. A függőleges törés mentén, oldódás, majd kifagyásos kőzetaprózódás miatt létrejött barlang alja vízszintes. Az egyetlen fülkéből álló sziklaodú falai breccsásak. Néhány borsókő figyelhető meg benne. Zöldes falai alga jelenlétére utalnak. A nehezen járható (meredek) terepen megközelíthető, könnyen, utcai ruhában járható barlang megtekintéséhez nem szükséges engedély és világítóeszköz használata.
1979-ben volt először Fáni-völgyi 10. sz. üregnek nevezve a barlang az irodalmában. Előfordul a barlang az irodalmában Fáni-völgyi 10.sz. üreg (Bertalan 1976), Fáni-völgyi odu (Bertalan 1976), Fáni-völgyi-odú (Kordos 1984) és Fáni-völgyi–odú (Kocsis 1975) neveken is.

## Kutatástörténet
Az 1962-ben kiadott, A barlangok világa című könyv szerint a Vértes hegységben lévő Fáni-völgyben, a pataktól 10–12 m-rel magasabban kis barlangok vannak. A Ferencvárosi Természetbarátok Sportköre Barlangkutató Csoportjának váltott tagokból álló egyik csoportja, melyet Horváth János vezetett, 1968-ban folytatta a Vértes hegység bejárását és a hegységben lévő barlangok háromsíkú felmérését. Ez a csoport a Fáni-völgyben felmért kilenc, részben korábban ismert (I–IX. jelzésű) sziklaüreget. Az FTSK Barlangkutató Csoport 1969. évi jelentése szerint Horváth János az 1968. tavaszi-őszi barlangfelmérések felhasználásával 1969-ben elkészítette a Fáni-völgy (Vértes hegység) 9 üregének térképét. A térképeken 1:100 méretarányban vannak bemutatva a barlangok.
A Kocsis Antal által írt, 1975-ben megjelent kiadványban az van írva, hogy a Fáni-völgyi–odú a Fáni-völgy elejénél, az üzemi műút elágazásánál, az elágazástól DK-re, 100 m-re, a D-i meredek és szálfás völgyoldalon, kb. 30 m magasságban fekszik. Ovális bejárata 10 m széles sziklafal aljából egy 1,2 m magas padkával nyílik. A bejárat a dolomitfal függőleges repedésének aprózódása miatt alakult ki. A környéken hasonló, de kisebb üregek keletkezése látható. Az odú 2,9 m hosszú, 1,2–1,5 m széles és 1,5 m magas. A falban lévő repedésekből karsztvíz szivárog, mellette mészgömböcskék jöttek létre. Az odúban alacsonyabbrendű (moszatok) és magasabbrendű növények (pl. mohák, aranyos fodorka) egyaránt élnek. Az üregben rovarok és pókok is előfordulnak. A kiadványban lévő térképmellékleten látható a Fáni-völgyi 10. sz. üreg földrajzi elhelyezkedése. A térképen 23-as számmal van jelölve a barlang.
Az 1976-ban befejezett, Magyarország barlangleltára című kéziratban az olvasható, hogy a Vértes hegységben, Vértesbogláron helyezkedik el a Fáni-völgyi 10.sz. üreg (Fáni-völgyi odu). A barlang az üzemi műút elágazásától DK-re, kb. 100 m-re, a völgy D-i oldalán, kb. 30 m relatív magasságban található. Az ovális barlangbejárat egy 10 m széles sziklafal aljában, 1,2 m-es padkával nyílik. A barlang 2,9 m hosszú, 1,2–1,5 m széles és 1,5 m magas. A kőzetaprózódással létrejött üreg falából jelenleg is szivárog a víz. A kézirat barlangot ismertető része 1 publikáció alapján lett írva.
Az Alba Regia Barlangkutató Csoport által 1979-ben készített kézirat szerint a Fáni-völgyi 10. sz. üreg (F10) az OKTH barlangleltárában, amelyben a Vértes hegység barlangjai között a 19. számú barlang, a fenti névvel van ismertetve. A Kocsis Antal által írt kiadványban Fáni-völgyi-odu a barlang neve és 23-as a száma. A barlang Gánton (Fejér megye, Móri járás) helyezkedik el a legújabb közigazgatási térkép szerint, nem pedig Vértesbogláron (ahogy a barlangleltárban hibásan szerepel). A Fáni-völgy ÉNy-i végénél található (üzemi) útelágazástól 100 m-re, a DNy-i völgyoldalban, a völgy pereméhez közel, 275 m tszf. magasságban, az úttól 25 m-rel magasabban fekszik a barlang. Kb. 10 m széles sziklafal tövéből, egy 1,2 m magas padkáról nyílik a barlang ovális bejárata. A Fáni-völgyi 10. sz. üregtől Ny-ra, kb. 70 m-re, attól magasabban van a Fáni-völgyi 11. sz. üreg.
A barlang egy száraz sziklaodú. Befoglaló kőzete breccsás szerkezetű triász dolomit. Kitöltése elenyésző mennyiségű kőzettörmelékből áll. Mennyezetén és oldalfalainak repedései mentén hidegvizes eredetű borsókő és néha szivárgó víz van. Egy függőleges törés mentén, kifagyás miatt jött létre az odú. Egyetlen ovális alaprajzú, vízszintes aljzatú üregből áll. Nincs felásható része. Néhány pókot, különböző algákat, mohákat figyelt meg benne a csoport. A régóta nyitott és ismert barlangot Szolga Ferenc megtudja mutatni. Felszerelés nem szükséges az üreg bejárásához. A helyi jelentőségű barlang két ember számára alkalmas bivakoláshoz. Vízszintes kiterjedése 2,8 m, magassága pedig 1,6 m. Az üregben az Alba Regia Barlangkutató Csoport tagjai 1979. február 4-én jártak. Megtörtént a barlang fényképezése és elkészült a barlang térképe, falára pedig 23-as számot festettek.

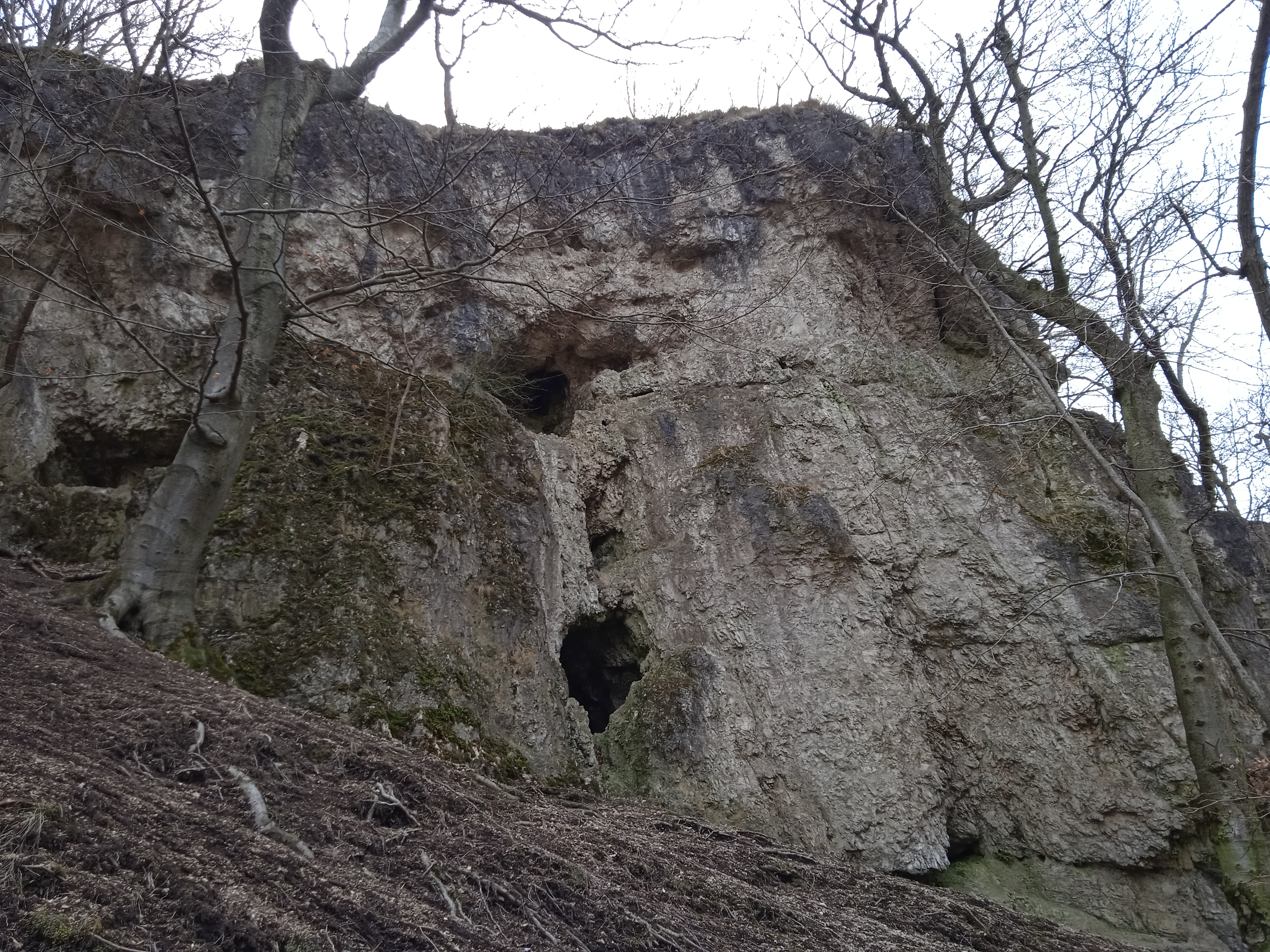
A Fáni-völgyi 10. sz. üreg bejárata (alul) és a Fáni-völgyi 12. sz. üreg bejárata (a Fáni-völgyi 10. sz. üreg bejárata felett)

A kéziratba bekerült a barlang alaprajz térképe, hosszmetszet térképe és keresztmetszet térképe. A térképek 1:100 méretarányban ábrázolják a barlangot. Az alaprajz térkép használatához a térképlapon jelölve van az É-i irány. Az alaprajz térképen látható a keresztmetszet elhelyezkedése a barlangban. A térképek elkészítéséhez a barlangot Szolga Ferenc, Gönczöl Imréné, Koch Zoltán és Zentai Ferenc mérték fel 1979. február 4-én. A térképeket 1979. február 22-én rajzolta Szolga Ferenc. A kéziratban látható a Fáni-völgy térképe (kb. 1:10.000 méretarány). A térképen jelölve van az É-i irány. A térképen megfigyelhető a Fáni-völgyi 10. sz. üreg (a térképen: F10) földrajzi elhelyezkedése. A kéziratban van 4 olyan fénykép, amelyek szemléltetik a barlangot. Az első és a második fényképen a Fáni-völgyi 10. sz. üreget és a Fáni-völgyi 12. sz. üreget rejtő sziklatömb látható. A harmadik fénykép a Fáni-völgyi 10. sz. üreg mennyezetének képződményeit, a negyedik fénykép pedig a barlang jobb oldali részéből megfigyelhető külszíni környezetet mutatja be. A fényképeket Zentai Ferenc készítette.
Az FTSK Barlangkutató Szakosztály 1980. évi jelentésében meg van említve, hogy az FTSK barlangkutató csoportja 1968. március 31-én mérte fel a Fáni-völgy üregeit. Az 1980. évi MKBT Beszámolóban publikálva lett az 1980. évi csoportjelentésnek a Fáni-völgyben lévő üregeket említő része. Az 1984-ben kiadott, Magyarország barlangjai című könyv országos barlanglistájában szerepel a Vértes hegység barlangjai között a barlang Fáni-völgyi 10. sz. üreg (Fáni-völgyi-odú) néven. A listához kapcsolódóan látható a Dunazug-hegység barlangjainak földrajzi elhelyezkedését bemutató 1:500 000-es méretarányú térképen a barlang földrajzi elhelyezkedése.
A Béni Kornél és Viszló Levente által írt, 1996-ban napvilágot látott könyvben szó van arról, hogy 10 barlang van a Fáni-völgyben. A völgyben megfigyelhető sok barlang miatt a völgy a Kőlik-völgyhöz hasonló. Ugyanolyan dolomitbreccsa a felépítő kőzet is. A Fáni-völgyben lévő barlangok kialakulásának esetében is a fagyaprózódásos kimállás játszotta a főszerepet. A völgy üregeire jellemző a borsókő előfordulása és gyakran pirosas elszíneződésű falak vannak bennük. Ennek oka ismeretlen. Az üregek lényegében három helyen koncentrálódnak, de ezek közül kettő egymással szemben, a völgy É-i és D-i oldalán fekszik. A völgy mindegyik barlangja a kisebb méretű barlangok közé tartozik.

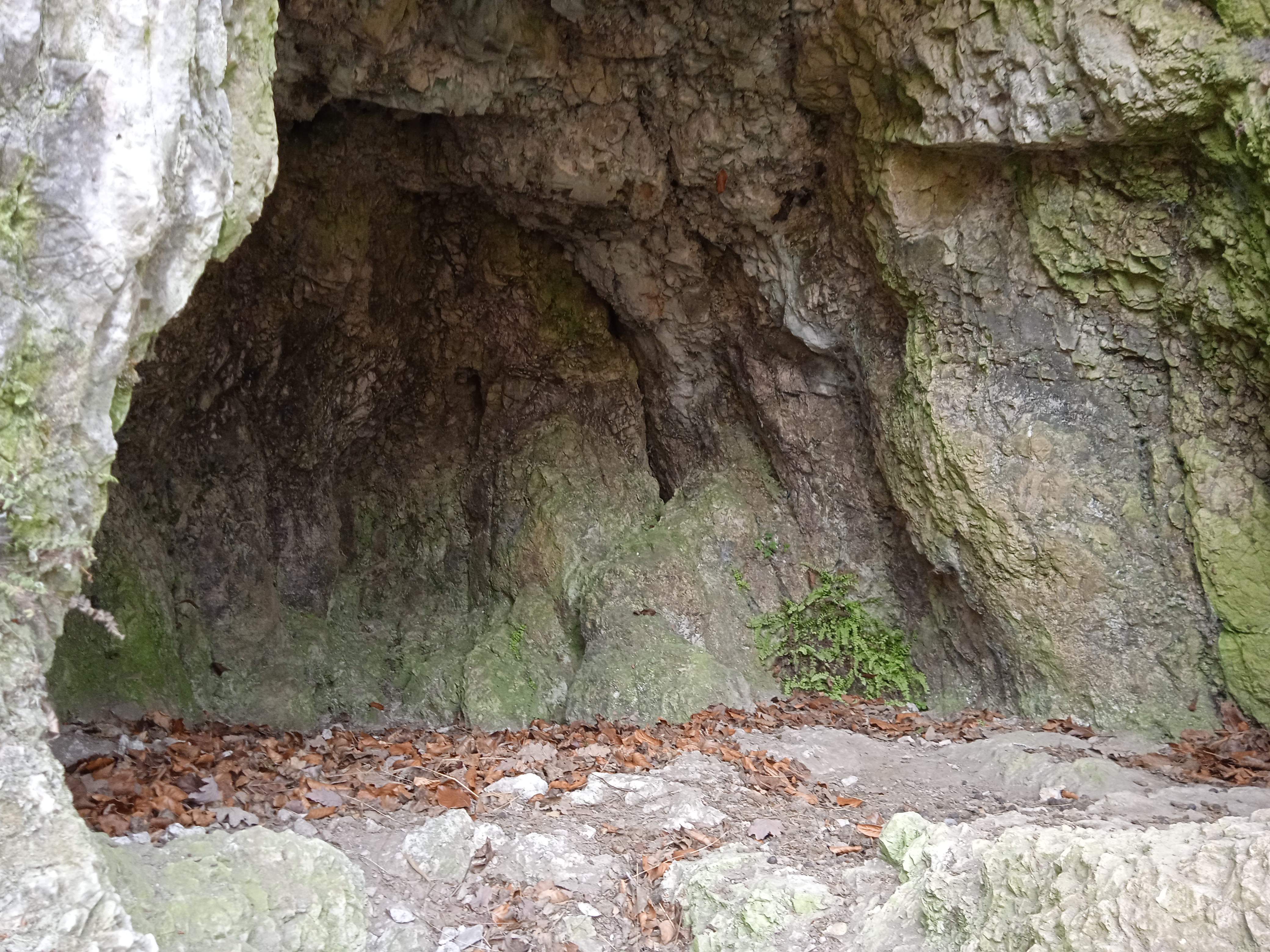
A Fáni-völgyi 10. sz. üreg belseje

A barlang 2003. május 17-én, BTI kataszteri felvétel alapján készült nyilvántartólapja szerint a 4522-28 barlangkataszteri számú Fáni-völgyi 10. sz. üreg (Fáni-völgyi-odú) a Vértes hegységben lévő Vértesbogláron (Fejér megye) található. Az üreg bejáratának koordinátái (Trimble Geoexplorer 3): X: 605514, Y: 235205, Z: 274. Hegyoldalon lévő sziklafal tövében, erdőben van a barlang 1,2 m széles, 2 m magas, természetes jellegű, kör alakú és vízszintes tengelyirányú bejárata. A részletesen felmért barlang 2,5 m hosszú, 1,8 m függőleges kiterjedésű, 1,8 m magas, 0 m mély és 2,5 m vízszintes kiterjedésű. Triász dolomitban húzódik az üreg. A barlang kialakulását előkészítette a tektonika. Az üreg kifagyásos kőzetaprózódás és korrózió miatt jött létre.
A sziklaodú térformájú barlang vízszintes aljzatú, és jellemző szelvénytípusa a szabálytalan. Breccsazóna és borsókövek vannak benne. Szervetlen, helyben keletkezett törmelékkitöltése kőzettörmelékből áll. Alga fordul elő benne. Barlangleltári szám: 19. Tematikus feldolgozás: térkép, fénykép, kataszter, leírás. 1975-ben lett először említve a barlang az irodalomban (Kocsis Antal). A gyakorlatilag érintetlen barlang gyakorlatilag érintetlen aljzatú és ásványkiválásai gyakorlatilag érintetlenek. A nehezen járható (meredek) terepen megközelíthető, könnyen járható barlang megtekintéséhez nem szükséges engedély. Illetékes természetvédelmi hatóság: Duna–Ipoly Nemzeti Park Igazgatóság. A barlang felszínének védettsége: Vértesi Tájvédelmi Körzet (19/1976. OTvH határozat). A nem különösebben jelentős barlang felszerelés és világítóeszköz nélkül is megtekinthető. A barlangot semmi nem veszélyezteti.